# Кадырбай
Кадырбай — группа древних и средневековых могильников в Казахстане. 
Расположена в 25—30 км на северо-востоку от станции Сарыозек Кербулакского района Алматинской области в местности Кадырбай. Исследован в 1956 году Семиреченской археологической экспедицией (рук. Е. И. Агеева, А. Г. Максимова). Расстояние между тремя крупными группами могильников составляет 2—2,5 км.

## Могильник Кадырбай III
Могильник Кадырбай III состоит из 31 кургана с насыпью из земли и камня. Расположен в 25.5 км от ст. Сарыозек, по дороге в г. Талдыкорган. Диаметр 6-15 м. Раскопаны 6 курганов. Обнаружено трупоположение в грунтовой яме, в каменном ящике, в подбое. В ходе раскопок найдены глиняные сосуды, жел. ножи, каменная тёрка, серебряная серьга, стеклянные, пастовые, каменные бусы, зеркало, кольца, украшения для полос.

## Могильник Кадырбай II
Могильник Кадырбай II состоит из 27 каменных курганов и 14 курганов с насыпью из земли и камня. Расположен в 27,9 км от ст. Сарыозек, по правомй сторону дороги в г. Талдыкорган. Диаметр каменных курганов 4,5—12 м. Расположены хаотично с севера на юг по краю насыпи имеют каменные кольца. Второй тип курганов диаметром З-оГ) м расположен с юго-востока на северо-запад. Раскопаны 5 курганов. Обнаружено трупоположение в грунтовой яме, в подбое. Ориентировка с запада на восток, с юго-запада на северо-восток. В ходе раскопок обнаружены глиняные сосуды. Датируются 3—1 вв. до н. э.

## Могильник Кадырбай I
Могильник Кадырбай I состоит из 17 курганов с насыпью из земли и камня. Расположен в 29,9 км от ст. Сарыозек, по правую сторону дороги в г. Талдыкорган. Диаметр 3—10 м. Раскопаны 3 кургана. Обнаружено трупоположение в грунтовой яме, в подбое. Ориентировка с северо-запада на юго-восток. В ходе раскопок обнаружены обломки железного меча, железные наконечники стрел, бронзовые украшения пояса. Датируются 9 в.